# FC Emmen in het seizoen 2016/17
Dit artikel geeft een overzicht van FC Emmen in het seizoen 2016/2017. FC Emmen komt dit seizoen uit in de 
Eerste divisie en de KNVB Beker.

## Selectie

### Technische staf
| Naam            | Functie           |
| --------------- | ----------------- |
| Dick Lukkien    | Hoofdtrainer      |
| René Grummel    | Assistent-trainer |
| Casper Goedkoop | Assistent-trainer |
| Richard Moes    | Keeperstrainer    |
| Kees van Duyn   | Fysiotherapeut    |
| Jan Haak        | Verzorger         |
| Harm Hensens    | Elftalleider      |
| Karel Hilbrands | Materiaalman      |

### Keepers
| Naam              | Contract tot | Seizoen bij Emmen | Vorige club     | Debuut voor Emmen |
| ----------------- | ------------ | ----------------- | --------------- | ----------------- |
| Dennis Telgenkamp | 2017         | 2e                | Heracles Almelo | 7 augustus 2015   |
| Eser Elmali       | Amateur      | 3e                | PEC Zwolle      | 20 september 2016 |
| Wieger Sietsma    | Huur         | 1e                | SC Heerenveen   | 9 september 2016  |

### Verdedigers
| Naam           | Contract tot | Seizoen bij Emmen | Vorige club         | Debuut voor Emmen |
| -------------- | ------------ | ----------------- | ------------------- | ----------------- |
| Deniz Aslan    | 2017         | 1e                | Kartalspor          | 13 januari 2017   |
| Nick Bakker    | Amateur      | 1e                | FC Groningen        | 23 september 2016 |
| Stef Gronsveld | 2018         | 1e                | Feyenoord Rotterdam |                   |
| Niels Fleuren  | 2017         | 1e                | VVV Venlo           | 8 augustus 2016   |
| Gersom Klok    | 2018         | 1e                | HHC Hardenberg      | 8 augustus 2016   |
| Josimar Lima   | 2017         | 1e                | FC Dordrecht        | 8 augustus 2016   |
| Tim Siekman    | 2017         | 7e                | HHC Hardenberg      | 26 oktober 2007   |
| Nande Wielink  | Amateur      | 1e                | Eigen jeugd         | 14 oktober 2016   |

### Middenvelders
| Naam              | Contract tot | Seizoen bij Emmen | Vorige club      | Debuut voor Emmen |
| ----------------- | ------------ | ----------------- | ---------------- | ----------------- |
| Josip Baric       | Amateur      | 2e                | VV Emmen         | 7 augustus 2015   |
| Henk Bos          | 2017         | 2e                | FC Groningen     | 7 februari 2015   |
| Frank Olijve      | 2017         | 4e                | PEC Zwolle       | 17 augustus 2013  |
| Youri Loen        | 2017         | 1e                | Sparta Rotterdam | 16 september 2016 |
| Tyson dos Santos  | Amateur      | 1e                | Eigen jeugd      |                   |
| Alexander Bannink | Huur         | 4e                | BV De Graafschap | 10 augustus 2012  |
| Justin Mulder     | Amateur      | 3e                | Eigen jeugd      | 25 april 2014     |
| Sander Rozema     | 2017         | 4e                | SC Veendam       | 9 augustus 2013   |
| Oğuzhan Türk      | 2017         | 1e                | Adanaspor        | 22 augustus 2016  |

### Aanvallers
| Naam           | Contract tot | Seizoen bij Emmen | Vorige club      | Debuut voor Emmen |
| -------------- | ------------ | ----------------- | ---------------- | ----------------- |
| Kai Huisman    | 2017         | 1e                | SBV Vitesse      | 22 augustus 2016  |
| Pascal Huser   | Amateur      | 1e                | SC Heerenveen    |                   |
| Issa Kallon    | Huur         | 1e                | FC Utrecht       | 8 augustus 2016   |
| Viktor Maier   | 2018         | 1e                | SV Meppen        | 22 augustus 2016  |
| Cas Peters     | 2019         | 2e                | BV De Graafschap | 8 augustus 2014   |
| Género Zeefuik | 2017         | 1e                | Balikesirspor    |                   |

## Transfers winterstop

### Inkomend
| Naam              | Naar             | Transfersom  |
| ----------------- | ---------------- | ------------ |
| Género Zeefuik    | Balikesirspor    | Transfervrij |
| Alexander Bannink | BV De Graafschap | Huur         |

### Uitgaand
| Naam            | Naar           | Transfersom |
| --------------- | -------------- | ----------- |
| Junior Albertus | HHC Hardenberg | Huur        |
| Derian Reinders | HHC Hardenberg | Huur        |
| Rogier Krohne   | Schalke '04    | Onbekend    |
| Jurjan Mannes   | SC Cambuur     | Huur        |

1 Hoekstra ·
2 Soares ·
3 Vos ·
4 Te Wierik  ·
5 Geypens ·
6 Mulder ·
7 Rhein ·
8 Bakir ·
10 Hawkins ·
11 Landu ·
12 Quispel ·
14 Van Manen ·
16 Ten Brinke ·
16 Norder ·
16 Wanki ·
17 Hekkert ·
18 Evina ·
20 Kade ·
21 Nunumete ·
22 Martin ·
23 Hammouti ·
24 Nsona ·
26 Wagner ·
27 Schouten ·
28 Jalving ·
34 Bolk ·
38 Unbehaun ·
46 Eduardo ·
Coach: Arts
· Assistent-coach: Hegeman
· Assistent-coach: Van der Linden
· Keeperstrainer: Sulmann
Achilles '29 ·
Almere City FC ·
SC Cambuur ·
FC Den Bosch ·
FC Dordrecht ·
FC Eindhoven ·
FC Emmen ·
Fortuna Sittard ·
De Graafschap ·
Helmond Sport ·
Jong Ajax ·
Jong PSV ·
Jong FC Utrecht ·
MVV Maastricht ·
NAC Breda ·
FC Oss ·
RKC Waalwijk ·
Telstar ·
FC Volendam ·
VVV-Venlo